# モイラ (小惑星)
モイラ (638 Moira) は小惑星帯に位置する小惑星である。マサチューセッツ州タウントンでジョエル・ヘイスティングス・メトカーフによって発見された。
ギリシア神話における「運命の三女神」モイラ（単数形）にちなんで命名された。